# Втроя (Ленінградська область)
Втроя (рос. Втроя) — присілок у Сланцевському районі Ленінградської області Російської Федерації.
Населення становить 62 особи. Належить до муніципального утворення Загривське сільське поселення.

## Історія
Згідно із законом від 1 вересня 2004 року № 47-оз належить до муніципального утворення Загривське сільське поселення.

## Населення
1. Н/Д[2]

1. Н/Д[3]